# Татул (Болгария)
Татул (болг. Татул) — село в Болгарии. Находится в Кырджалийской области, входит в общину Момчилград. Население составляет 138 человек.

## Достопримечательности

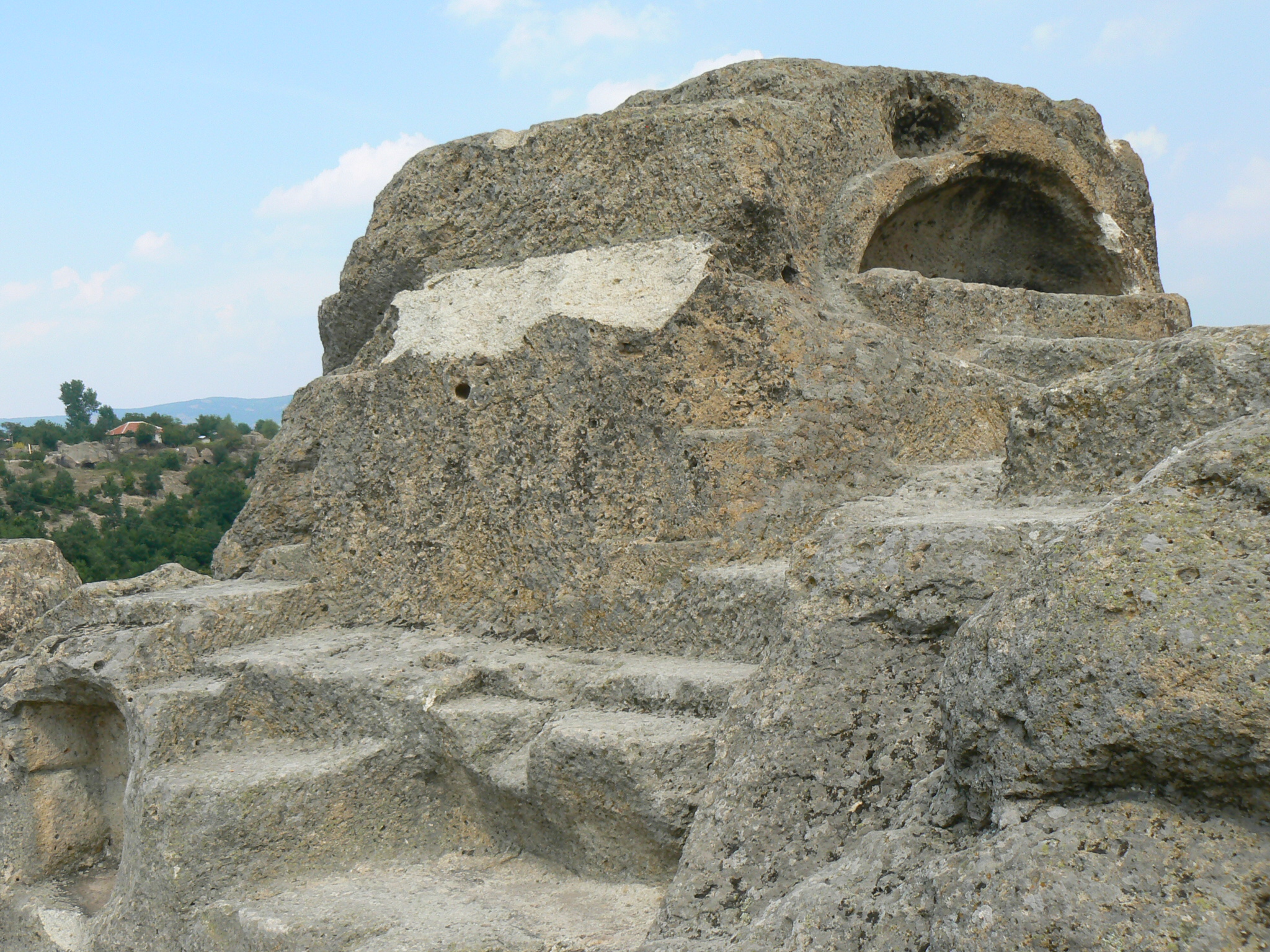
Саркофаг в «святилище Орфея» на окраине села Татул

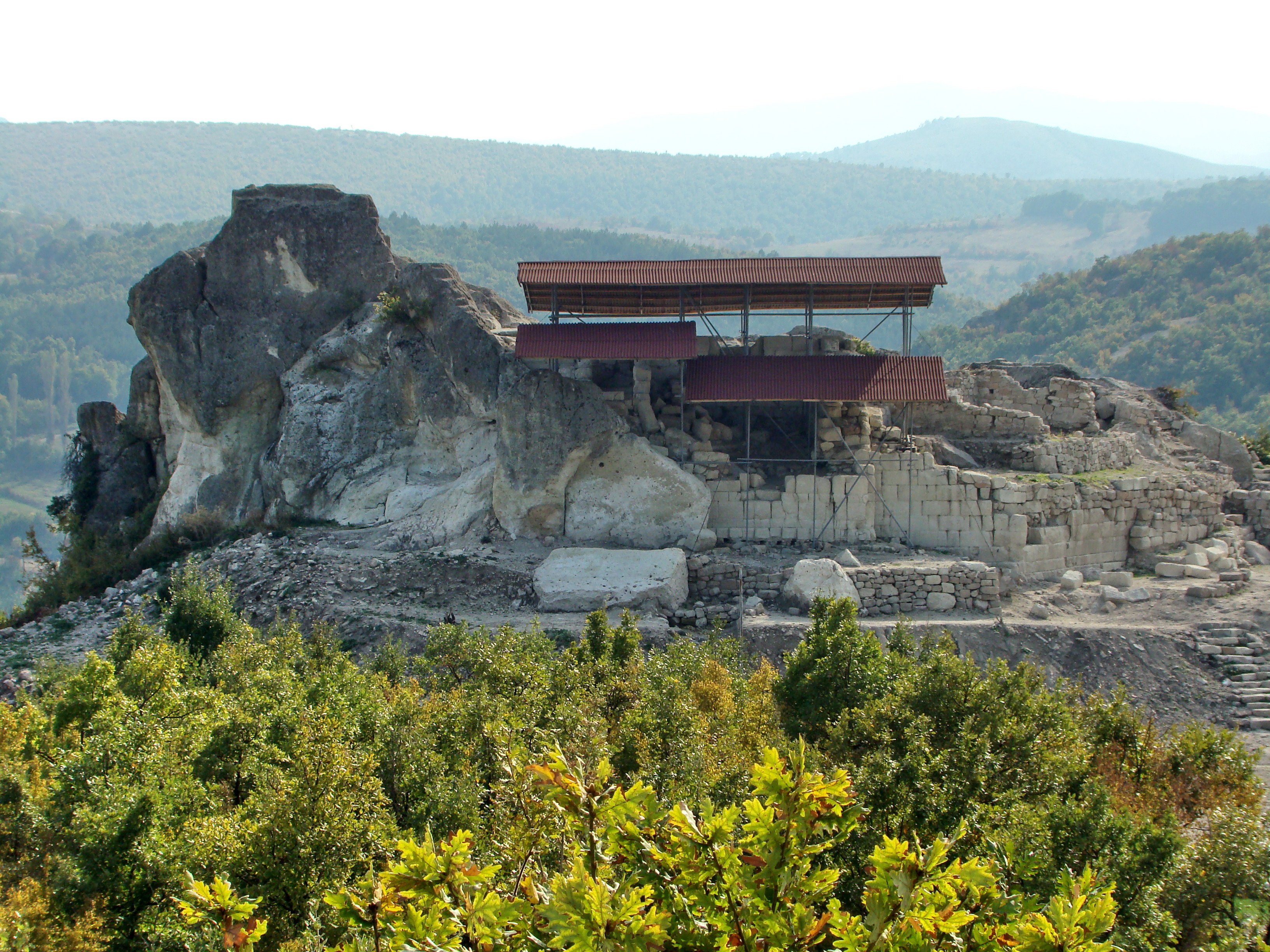
Общий вид комплекса

На окраине села на вершине скалистого холма есть древнее святилище, связываемое с легендарным певцом Орфеем («святилище Орфея» или «святилище Татул»). Совместным проектом общины Момчилград и Европейского Союза святилище оборудовано для посещения туристскими группами, часть святилища прикрыта от осадков крышей.

## Политическая ситуация
В местном кметстве Равен, в состав которого входит Татул, должность кмета (старосты) исполняет Ата Тахир Ахмед (Движение за права и свободы (ДПС)) по результатам выборов правления кметства.
Кмет (мэр) общины Момчилград — Ердинч Исмаил Хайрула (Движение за права и свободы (ДПС)) по результатам выборов в правление общины.